# Geduld (Spieltheorie)
Geduld ist die Fähigkeit oder Bereitschaft, etwas ruhig und beherrscht abzuwarten oder zu ertragen. In der Spieltheorie findet der Begriff in vielen Bereichen der Sozialwissenschaften Anwendung. Beispielsweise in Modellen der Prinzipal-Agent-Theorie zu Verhandlungen wie bei Gehaltsverhandlungen.

## Verhandlungsprozess
Während einer Verhandlung werden Angebote und Gegenangebote ausgetauscht. Bei einer Verhandlung, etwa einer Gehaltsverhandlung, handelt es sich um ein sequentielles Spiel.
Ein mögliches Ergebnis ist ein Kompromiss. Dieser könnte darin bestehen, dass die zu verteilende Auszahlung halbiert wird. Eine solche 50-50-Aufteilung entspricht dem allgemeinen Verständnis von „Fairness“. Um herauszufinden, welche Entscheidung die beste ist, greift die Spieltheorie auf Entscheidungsbäume oder Spielbäume zurück. Dabei werden die verschiedenen Varianten bis zum Ende durchgespielt und vom Ende aus zurückgeschlossen, um herauszufinden, welche Entscheidung die beste ist. Für viele verbreitete Verhandlungstypen ist die oben angesprochene 50-50-Aufteilung die Lösung, die sich aus dem Zurückschließen ergibt.
Dass Zeit Geld bedeutet, ist ein entscheidender Faktor in Verhandlungen, denn der zu verteilende „Kuchen“ (d. h. die Auszahlung) schrumpft, wenn die Verhandlungen sich hinziehen. Trotzdem kann es passieren, dass die Parteien sich nicht einigen, weil beide Parteien glauben, die Kosten des Verhandelns würden durch ein vorteilhafteres Ergebnis (höhere Auszahlung) aufgewogen. „Charles Dickens’ ‚Black House‘ illustriert den Extremfall: Der Disput über den Jarndyce-Nachlass zog sich so lange hin, dass das gesamte Vermögen durch Anwälte aufgefressen wurde.“
Die Technik des Zurückschließens kann ebenfalls angewendet werden, wenn das Problem keinen festen Endpunkt hat. „Dieser Ansatz wurde erstmals von dem Ökonomen Ariel Rubinstein entwickelt, und die Lösung, die wir diskutieren, wird ihm zu Ehren oft als Rubinstein-Verhandlungslösung bezeichnet.“

## Beispiel
Ein Unternehmen der Stahlbranche wird nach erfolglosen Gehaltsverhandlungen bestreikt. Im Falle einer Einigung kann das Unternehmen drei Millionen Dollar Gewinn pro Woche erwirtschaften. Über die Aufteilung dieser Summe wird verhandelt. Die Verhandlungen finden einmal pro Woche statt, wobei jede Seite abwechselnd ein Angebot unterbreitet. Somit wird ein sequentielles Spiel betrachtet.
Jede Woche ohne Einigung kostet folglich drei Millionen Dollar, eine sofortige Einigung ist also in beiderseitigem Interesse. Die Frage ist nur: zu welchen Bedingungen? Die Seite, die ungeduldiger auf die Einigung wartet, müsste das erste bzw. das größere Zugeständnis machen. Eine genaue Betrachtung des Sachverhalts bestätigt dies und lässt eine präzise Vorhersage über die Anteile der beiden Parteien zu.
Für beide Parteien ist ein Dollar heute mehr wert als ein Dollar morgen, denn er könnte investiert werden und Zinsen oder eine Dividende erwirtschaften. Für die Verhandlungspartner existieren noch zusätzliche Aspekte, die den Faktor Ungeduld verschärfen. In jeder Woche ohne Einigung besteht bspw. das Risiko, dass alte und loyale Kunden zur Konkurrenz wechseln, sodass dem Unternehmen die Schließung droht. In diesem Fall müssten sich Arbeiter und Manager neue Jobs suchen, die unter Umständen schlechter bezahlt wären, Aktienoptionen des Managements würden wertlos und die Reputation der Gewerkschaft nähme Schaden. Der Vorteil einer sofortigen Einigung gegenüber einer Einigung in der nächsten Woche besteht exakt in der Wahrscheinlichkeit, dass dieses Szenario im Verlaufe der Woche eintritt. Management und Gewerkschaften schätzen diese Risiken und ihre Konsequenzen unterschiedlich ein.
Für dieses Beispiel wird angenommen, dass für die Gewerkschaft 1 Dollar heute soviel wert ist wie 1,01 Dollar in einer Woche. Für das Management hingegen ist 1 Dollar heute 1,02 Dollar in einer Woche wert. Die „Zinssätze“ für das Management und die Gewerkschaft unterscheiden sich somit. Das Management ist demnach doppelt so ungeduldig wie die Gewerkschaft. Dieser Unterschied in der Ungeduld der beiden Seiten hat dramatische Konsequenzen für die Einigung. Die Gewinnanteile der beiden Seiten stehen genau im umgekehrten Verhältnis zu deren Zinssätzen. Die Gewerkschaft erhält also zwei Drittel (2 Mio. Dollar pro Woche), das Management ein Drittel (1 Mio. Dollar pro Woche).
In diesem Zusammenhang kann sich derjenige mit den geringeren Kosten des Wartens mehr Geduld im Verhandlungsprozess „erlauben“ und so ein größeres Stück vom Kuchen erhalten. Derjenige mit den höheren Kosten des Wartens ist demnach ungeduldiger. Er bevorzugt somit eine schnellere Einigung als sein Gegenüber.
Grundsätzlich ist immer eine sofortige Einigung, ohne das Geld verloren geht, von Vorteil und somit von allen Seiten zu bevorzugen. Kompliziert wird es lediglich, wenn die Kosten des Wartens des Gegenübers nicht bekannt sind. Aber das ist ein anderes Problem.

## Belege
1. ↑  Geduld. In: The Free Dictionary.
2. ↑  A. K. Dixit, B. J. Nalebuff (Hrsg.): Spieltheorie für Einsteiger. 1995, S. 46 ff.
3. ↑  A. K. Dixit, B. J. Nalebuff (Hrsg.): Spieltheorie für Einsteiger. 1995, S. 47.
4. ↑  A. K. Dixit, B. J. Nalebuff (Hrsg.): Spieltheorie für Einsteiger. 1995, S. 291.
5. ↑  A. K. Dixit, B. J. Nalebuff (Hrsg.): Spieltheorie für Einsteiger. 1995, S. 291ff.